# Селца код Богомоља
Селца код Богомоља су насељено место у саставу општине Сућурај, на острву Хвару, Сплитско-далматинска жупанија, Република Хрватска.

## Историја
До територијалне реорганизације у Хрватској налазила су се у саставу старе општине Хвар.

## Становништво
На попису становништва 2011. године, Селца код Богомоља су имала 6 становника.
| Број становника по пописима | Број становника по пописима | Број становника по пописима | Број становника по пописима | Број становника по пописима | Број становника по пописима | Број становника по пописима | Број становника по пописима | Број становника по пописима | Број становника по пописима | Број становника по пописима | Број становника по пописима | Број становника по пописима | Број становника по пописима | Број становника по пописима | Број становника по пописима |
| --------------------------- | --------------------------- | --------------------------- | --------------------------- | --------------------------- | --------------------------- | --------------------------- | --------------------------- | --------------------------- | --------------------------- | --------------------------- | --------------------------- | --------------------------- | --------------------------- | --------------------------- | --------------------------- |
| 1857                        | 1869                        | 1880                        | 1890                        | 1900                        | 1910                        | 1921                        | 1931                        | 1948                        | 1953                        | 1961                        | 1971                        | 1981                        | 1991                        | 2001                        | 2011                        |
| 0                           | 0                           | 51                          | 75                          | 74                          | 138                         | 137                         | 120                         | 92                          | 94                          | 72                          | 53                          | 47                          | 9                           | 7                           | 6                           |

Напомена: Исказује се као део насеља од 1921. Подаци и објашњења за раније пописе односе се на припадајуће делове насеља. У 1921, 1931, 1953. и 1961. названо је Селца. У 1971. названо је Селца код Богомоља. У 1857. и 1869. подаци су садржани у насељу Богомоље, као и део података у 1880. и 1900.

### Попис1991.
На попису становништва 1991. године, насељено место Селца код Богомоља је имало 9 становника, следећег националног састава:
| Попис 1991.‍ | Попис 1991.‍ | Попис 1991.‍ | Попис 1991.‍ | Попис 1991.‍ |
| ----------- | ----------- | ----------- | ----------- | ----------- |
|             |             |             |             |             |
| Хрвати      | Хрвати      |             | 9           | 100%        |
| укупно: 9   |             |             |             |             |